# Sainte-Agnès, Alpes-Maritimes
Sainte-Agnès är en kommun i departementet Alpes-Maritimes i regionen Provence-Alpes-Côte d'Azur i sydöstra Frankrike. Kommunen ligger  i kantonen Menton-Ouest som ligger i arrondissementet Nice. År 2022 hade Sainte-Agnès 1 365 invånare.

## Befolkningsutveckling
Antalet invånare i kommunen Sainte-Agnès
Referens: INSEE

## Galleri

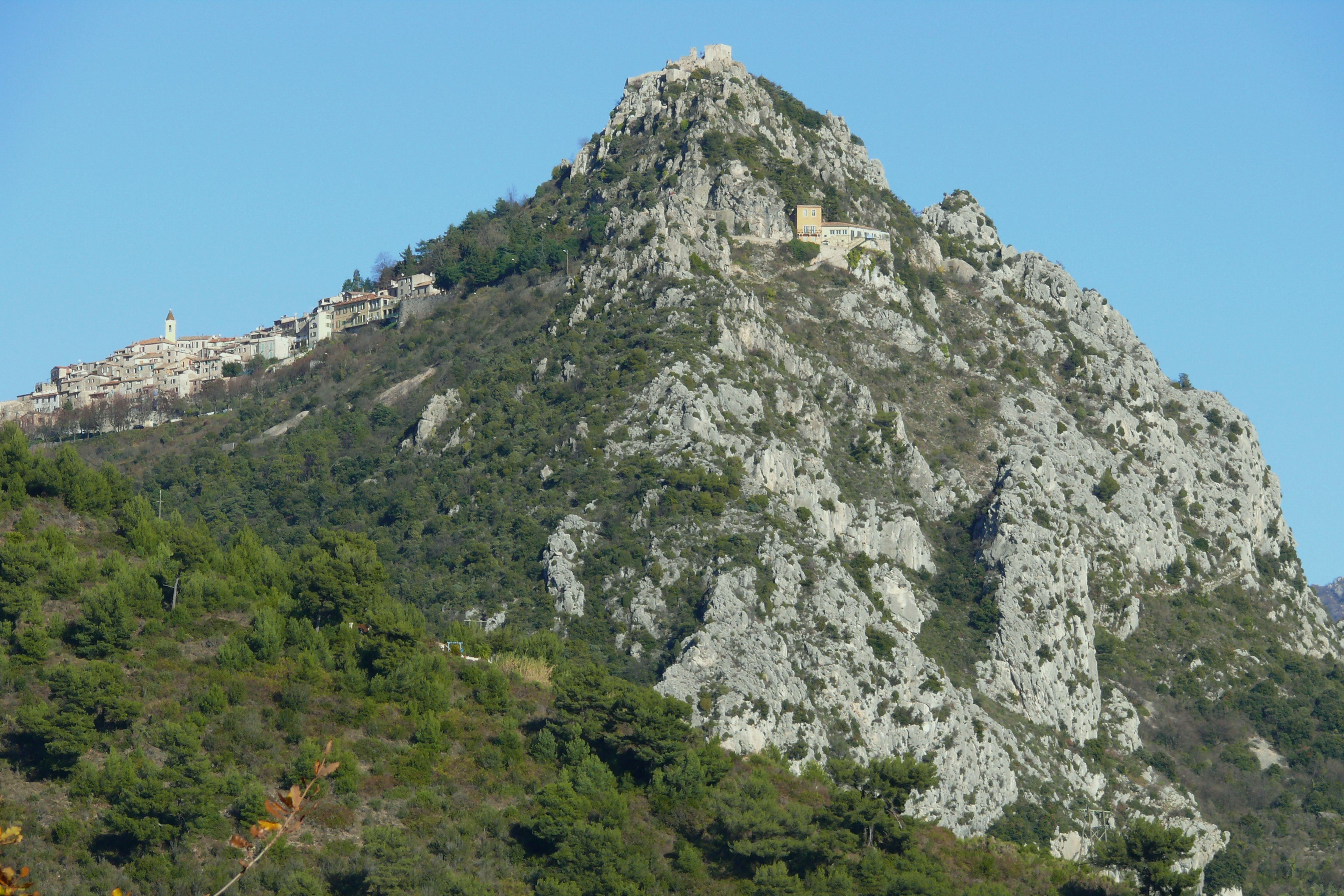
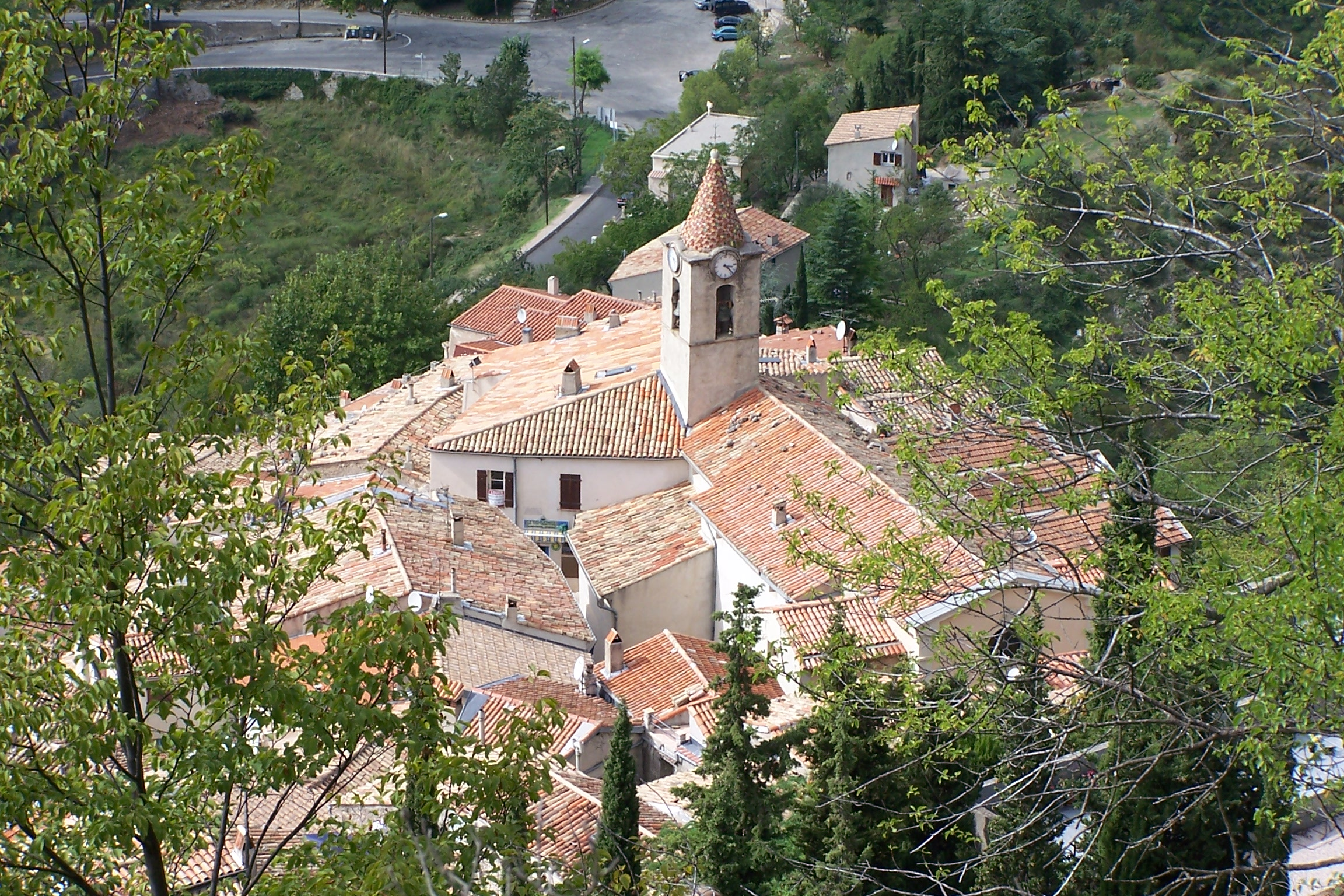
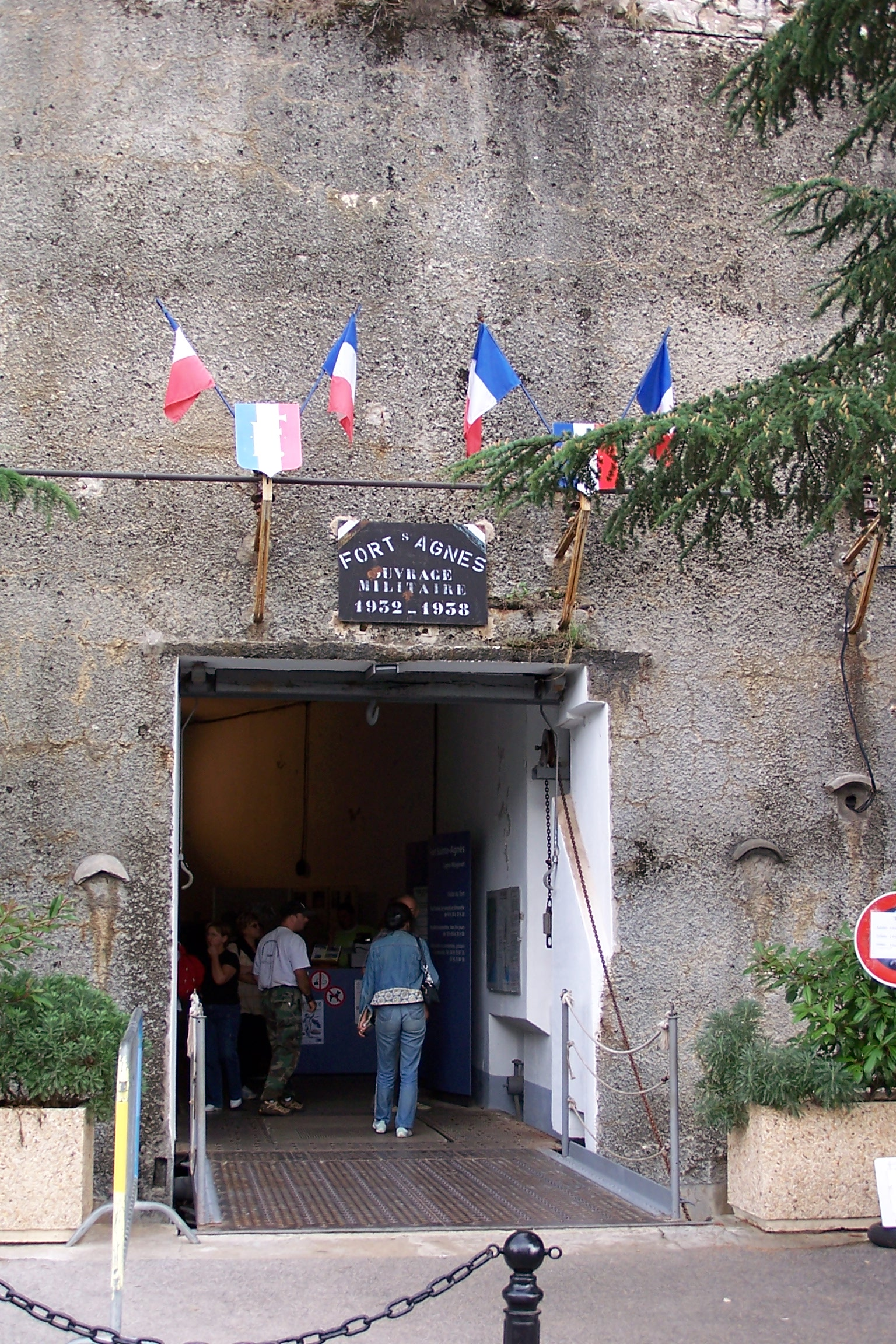
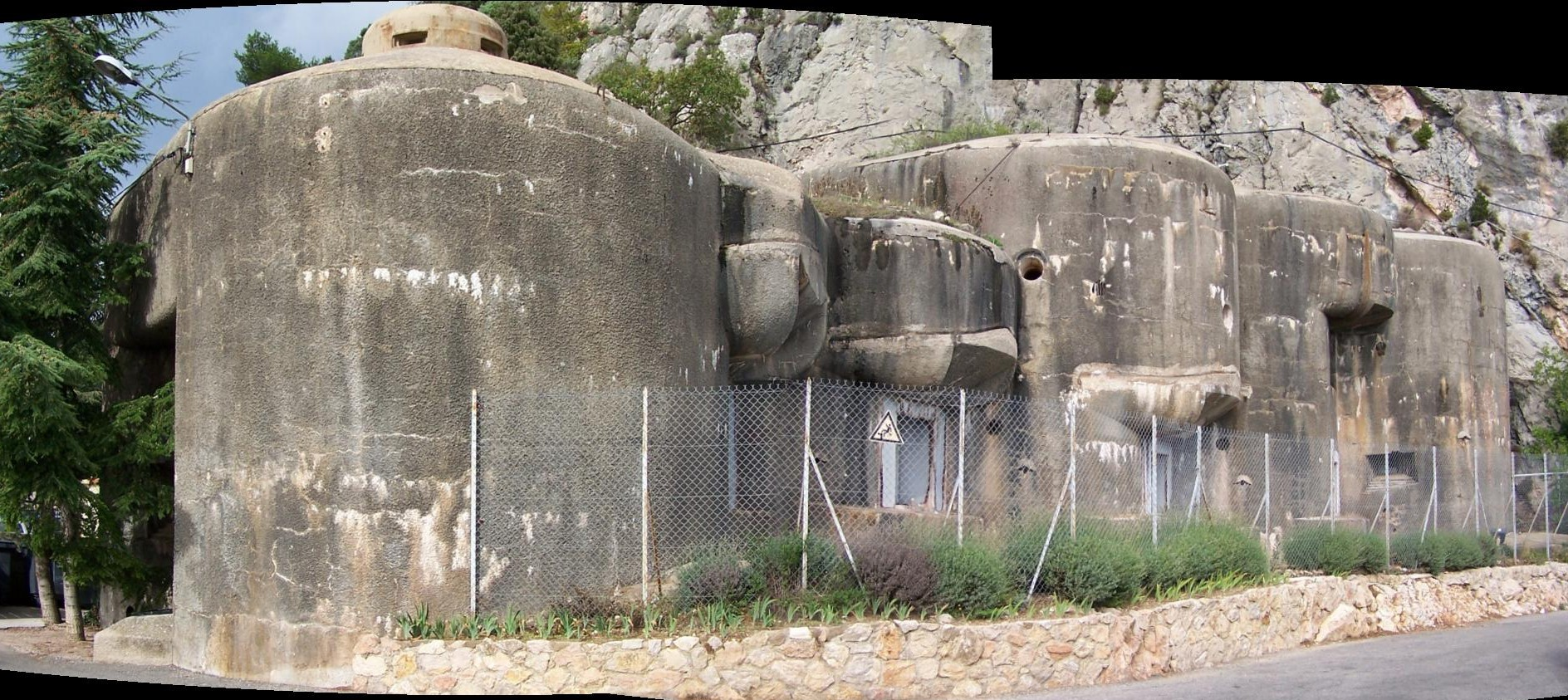
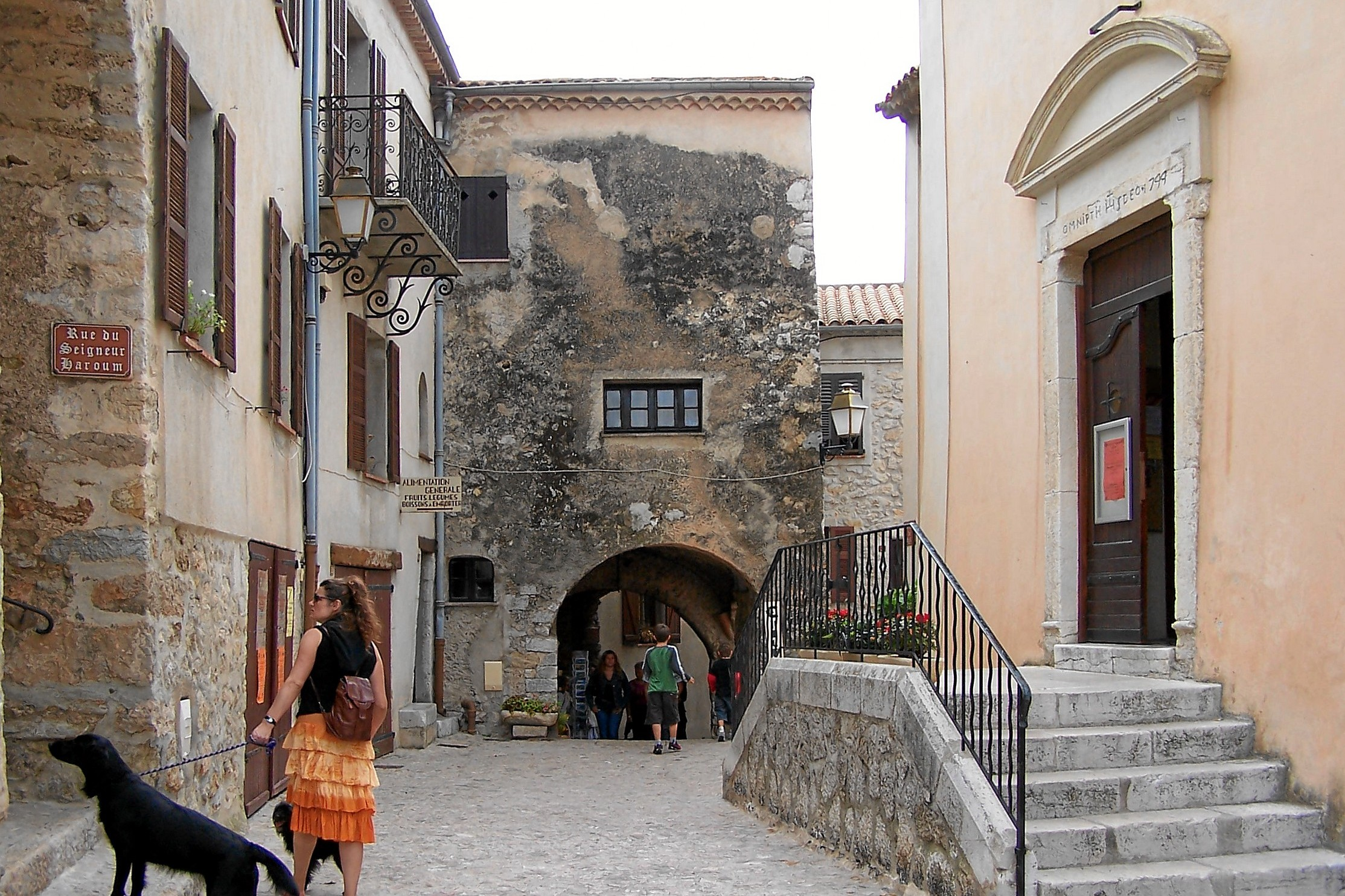
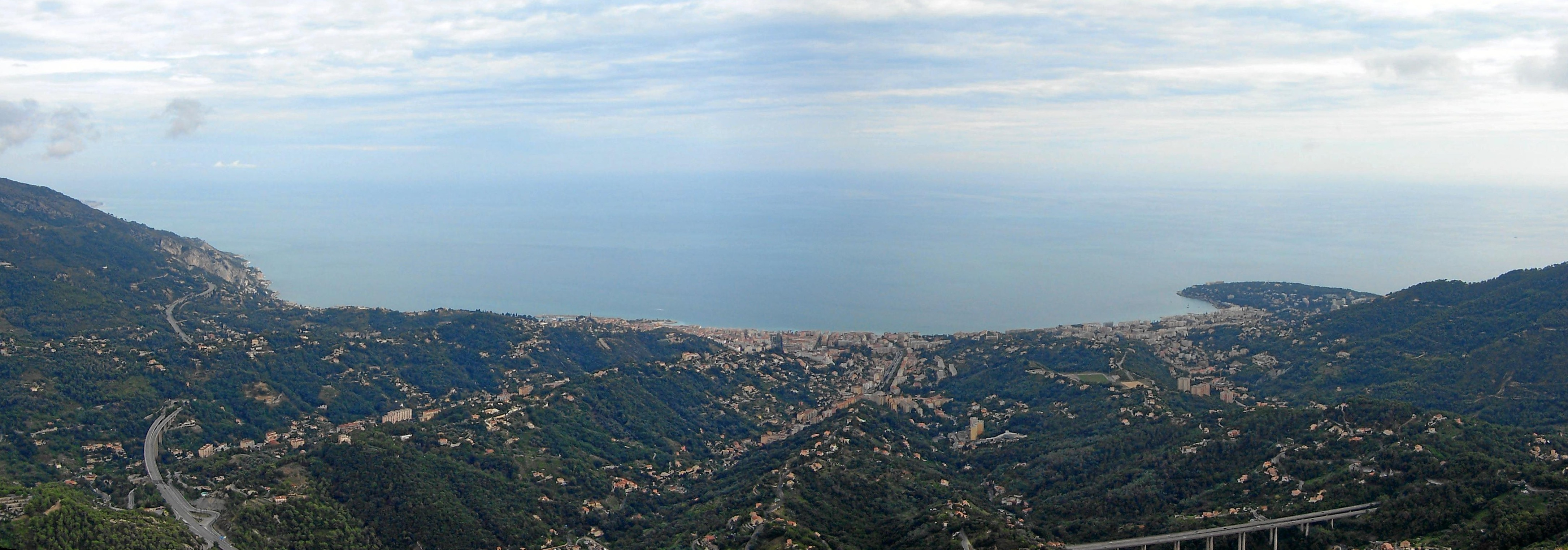